# Institut d’Estudis Catalans
Institut d’Estudis Catalans – instytut badawczy z siedzibą w Barcelonie.

## Historia
Instytut powstał z inicjatywy Enrica Prat de la Riba w 1907 roku. Jego głównym zadaniem była standaryzacja języka katalońskiego. Prowadzi badania naukowe nad całością kultury katalońskiej. W 1911 roku powstały trzy sekcje: historyczno-archeologiczna, filologiczna i naukowa. Językiem podstawowym w IEC jest język kataloński.
Sekcja Filologiczna IEC zajmowała się  ustaleniem norm pisowni, zatwierdzonych w 1913 roku, a które stały się one podstawą współczesnego katalońskiego. W 1917 roku wydano słownik Diccionari Ortogràfic de l'Institut. Po raz ostatni został wydany w 1937 roku. W 1932 roku ukazał się Diccionari General de la Llengua Catalana. Do Sekcji Filologicznej należą członkowie ze wszystkich regionów w których używany jest język kataloński (Katalonia, Baleary,Walencji, Alghero na Sardynii i Księstwa Andor) oprócz Walencji, która ma własną instytucję Acadèmia Valenciana de la Llengua. IEC opracował również: w 1995 roku Diccionari de la Llengua Catalana oraz Diccionari Català-Valencià-Balear. Sekcja nauki w 1921 roku stworzyła Służbę Meteorologiczną Katalonii(Servei Meteorològic de Catalunya). Od 1922 roku IEC jest członkiem Międzynarodowej Unii Akademickiej.

## Działalność
Zajmuje się głównie badaniami nad standaryzacją języka katalońskiego oraz kulturą regionu. By jak najlepiej zrealizować swoje programy badawcze Instytut współpracuje z innymi instytucjami, podpisuje umowy z uniwersytetami w Katalonii, oraz organizacjami z dziedziny nauki i kultury. Instytut jest członkiem Międzynarodowej Unii Akademickiej od 1922 roku. Uczestniczy zatem we wszystkich międzynarodowych programach badawczych promowanych przez tę instytucję.

## Organizacja
Od 1990 roku Instytut jest podzielony na 5 sekcji: historyczno-archeologiczną, nauk biologicznych, nauki i technologii, filologiczną i  filozofii i nauk społecznych. Każda z nich ma maksymalnie dwudziestu ośmiu stałych członków. Instytut zatrudnia ponad sto osób.